# Leśniewo (województwo pomorskie)
Leśniewo (kaszb. Lesniewò, niem. Lessnau) – wieś kaszubska w Polsce, położona w województwie pomorskim, w powiecie puckim, w gminie Puck na obszarze Puszczy Darżlubskiej. W miejscowości znajduje się placówka Ochotniczej Straży Pożarnej.
Miejscowość jest siedzibą parafii rzymskokatolickiej, należącej do dekanatu Żarnowiec w archidiecezji gdańskiej

## Integralne części wsi

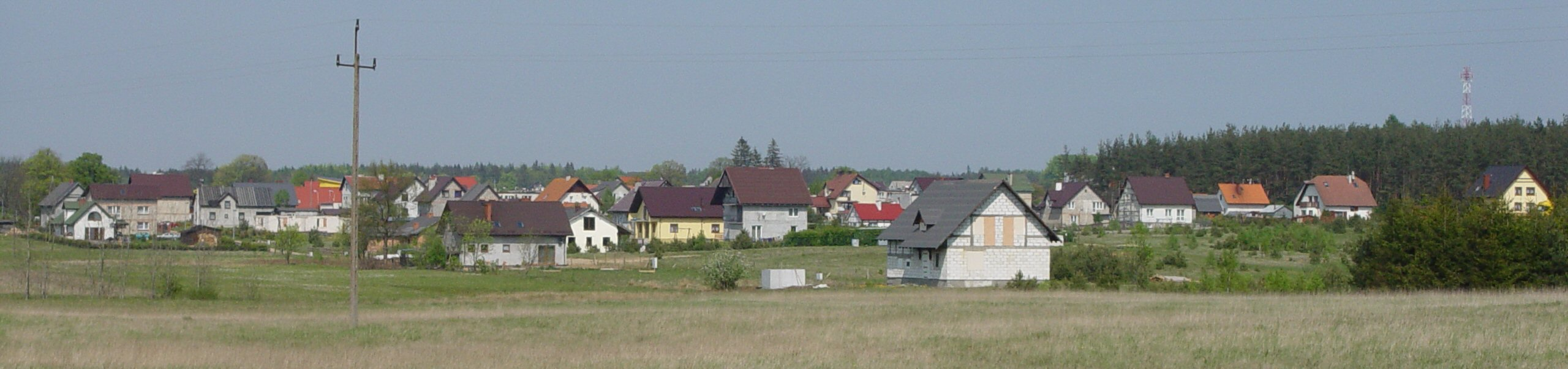
Widok Leśniewa z południowego zachodu

| SIMC    | Nazwa       | Rodzaj    |
| ------- | ----------- | --------- |
| 0170469 | Borek       | osada     |
| 0170446 | Buki        | część wsi |
| 0170475 | Czarna Góra | osada     |
| 0170452 | Glinne Pole | część wsi |
| 0170481 | Muza        | osada     |
| 0170498 | Sikorzyna   | osada     |

## Historia
Leśniewo aż do końca XVI wieku zwane było Nowym Mechowem. Dokładna data założenia Nowego Mechowa – jako folwarku należącego do cystersów oliwskich nie jest znana, najstarsza wzmianka pochodzi z 1432. Po znacznym rozwoju w XVII w. Leśniewo zostało włączone do klucza starzyńskiego i wydzierżawione. W 1772 arendarzem Leśniewa został Krystian Aleksander Hevelke, który oddał majątek kilku poddzierżawcom. Właściciel resztki folwarku, niejaki van Bosch sprzedał go w 1887 Kościołowi ewangelickiemu, który wzniósł w 1892 murowaną świątynię.

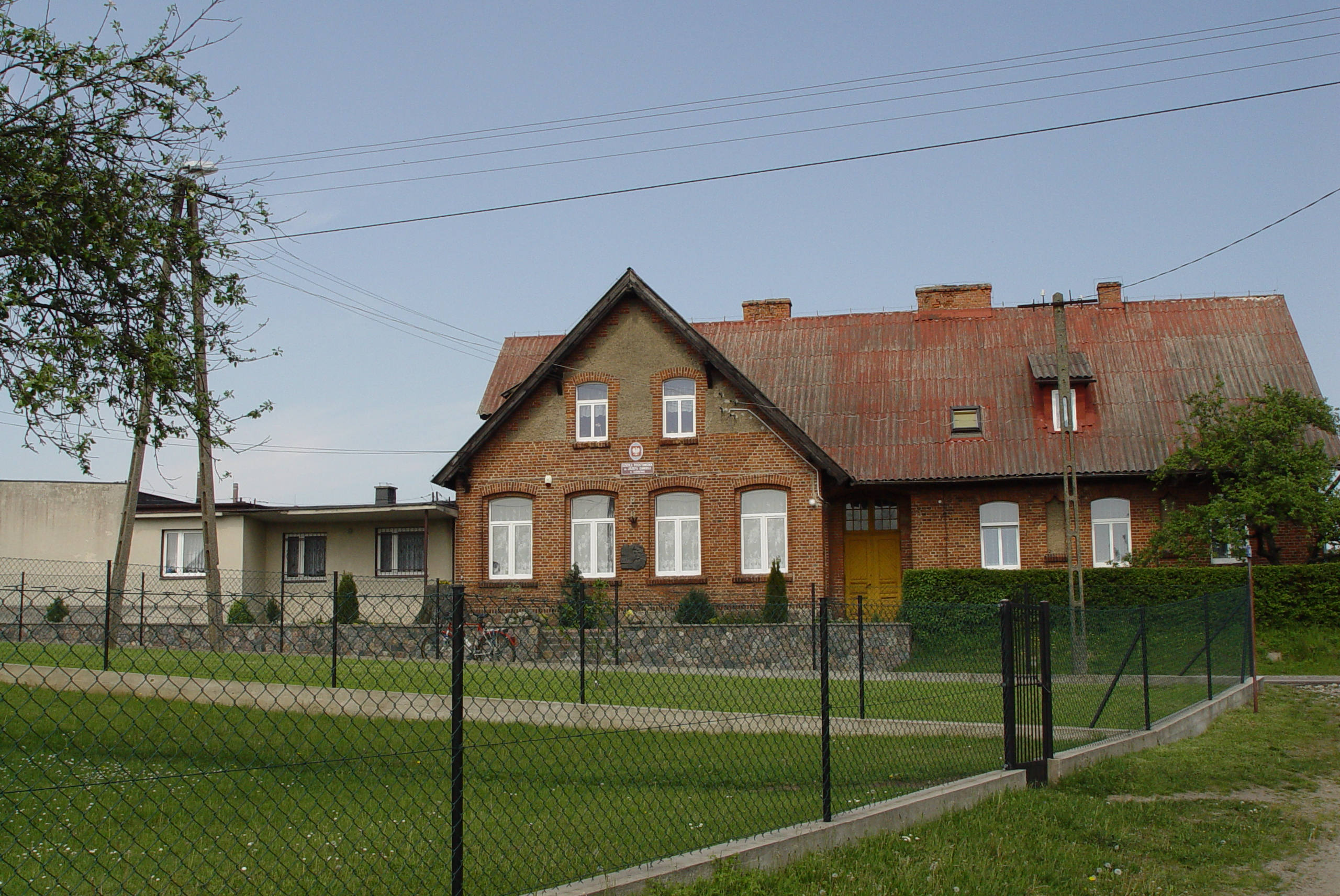
Budynek dawnej szkoły, w której uczył Józef Dambek

W latach 1922–1927 w miejscowej szkole podstawowej jako nauczyciel pracował Józef Dambek – pomorski działacz społeczny i pedagog, podczas okupacji niemieckiej przywódca Tajnej Organizacji Wojskowej „Gryf Kaszubski”, zastępca prezesa Rady Naczelnej, a od 1943 – przywódca Tajnej Organizacji Wojskowej „Gryf Pomorski”.
Parafia ewangelicka w okresie II Rzeczypospolitej należała do superintendentury (diecezji) Wejherowo Ewangelickiego Kościoła Unijnego. Przestała istnieć pod koniec II wojny światowej. Po wojnie kościół ów pełnił rolę filialnego dla rzymskokatolickiej parafii w Mechowie, aż do roku 1975, kiedy to stał się kościołem parafialnym pw. Niepokalanego Serca Maryi, zarządzanym przez charyzmatycznego ks. Zbigniewa Krzewinę. W 1992 proboszcz Krzewina, podczas corocznej modlitwy za ofiary zamordowane przez Niemców w lasach piaśnickich (1939/40) zmarł nagle na atak serca, jako ówczesny kustosz owego miejsca martyrologii.
W latach 1954–1972 wieś należała i była siedzibą władz gromady Leśniewo. W latach 1975–1998 miejscowość administracyjnie należała do województwa gdańskiego.